# Emanuel Weiss

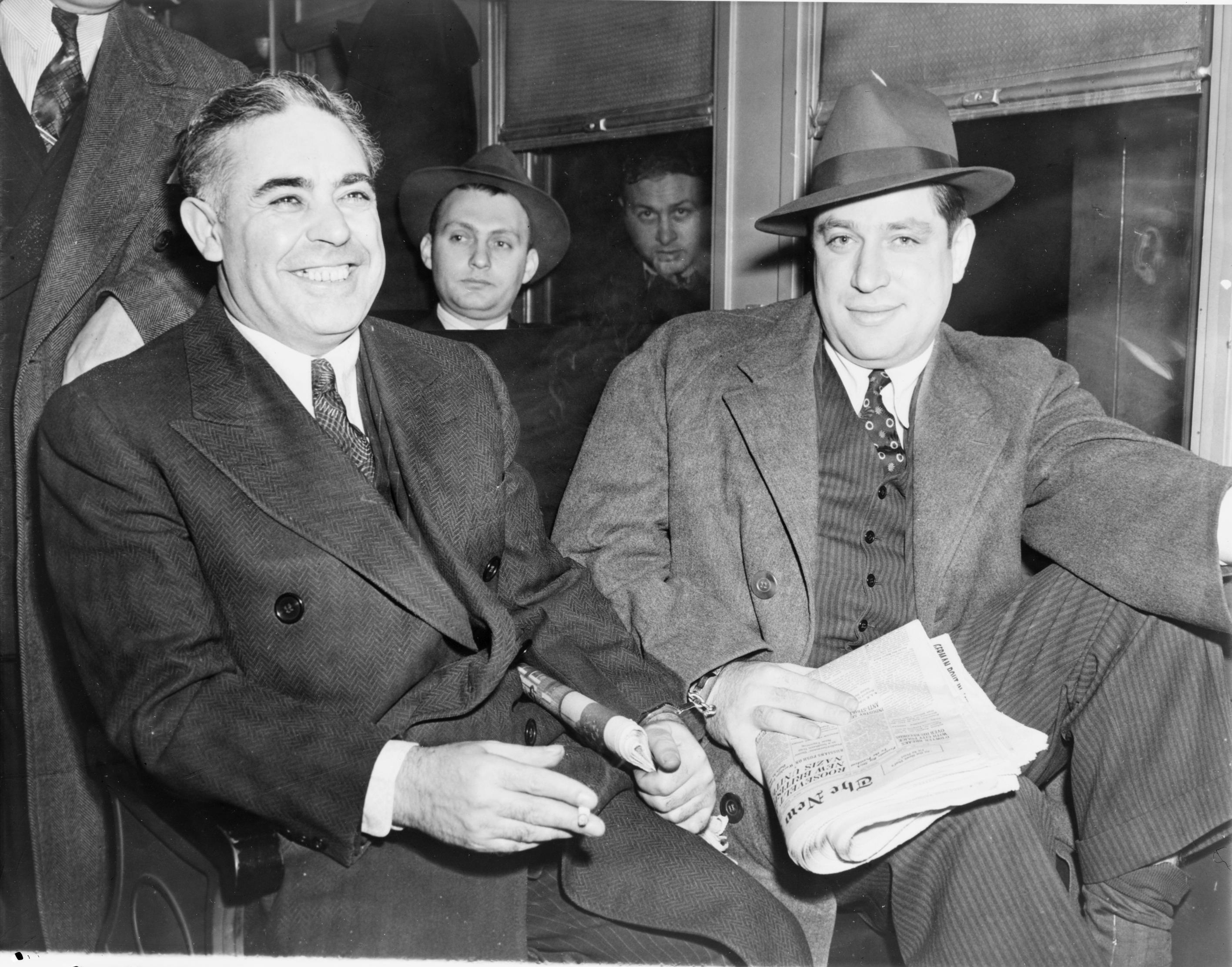
Emanuel Weiss (rechts) und Louis Capone (links), umringt von Beamten auf dem Weg nach Sing Sing am 3. Dezember 1941, einen Tag nach ihrer Verurteilung zum Tode.

Emanuel „Mendy“ Weiss (* 11. Juni 1906 in New York City; † 4. März 1944 im Gefängnis Sing Sing, Ossining, New York) war eine Figur aus dem organisierten Verbrechen im New York der 1930er Jahre bis zu seiner Verhaftung 1941 und wird heute der Kosher Nostra zugerechnet.
Nach Ansicht der Kings County Staatsanwaltschaft zählte Weiss, der nach eigenen Angaben stets lediglich ein ehrlicher Hutverkäufer in Brooklyn gewesen ist, zu den Mitgliedern der von Louis Buchalter geführten kriminellen Vereinigung Murder, Inc. Die Aktivitäten dieser Bande hatten sich von Schutzgelderpressungen auf die systematische Unterwanderung örtlicher Gewerkschaften ausgeweitet. Darüber hinaus legten die Ermittlungen des Federal Bureau of Narcotics nahe, dass Weiss wie Buchalter in den internationalen Drogenhandel verwickelt war, jedoch deswegen nicht juristisch verfolgt und verurteilt werden konnte, da er zeitgleich wegen einer Mordanklage, die mit der Verurteilung zum Tode und der Hinrichtung auf dem elektrischen Stuhl enden sollte, untergetaucht war.

## Biografie

### Kriminelle Karriere
Der Sohn jüdischer Einwanderer zählte Mitte der 1920er Jahre zu den Gewerkschaftsschlägern der Buchalter-Shapiro-Bande und soll nach Überzeugung der Staatsanwaltschaft nicht nur zu Buchalters engsten Vertrauten gehört haben, sondern als Mittelsmann Buchalters Befehle, die Erpressungen und Straftaten bis hin zum Mord beinhalteten, direkt an angeheuerte Kriminelle weitergegeben haben. Weiss war des Weiteren aktiv beteiligt an der gewaltsamen Unterwanderung der New Yorker Textil- und Bekleidungsindustrie. Als 1937 Jacob Shapiro und Louis Buchalter sich ihrer strafrechtlichen Verfolgung entziehen wollten und untergetaucht waren, soll Weiss als Stellvertreter agiert und die Geldgeschäfte übernommen haben. Er stand dabei weiterhin unter dem Befehl von Buchalter, Shapiro und Albert Anastasia.

### Mord an Dutch Schultz
Dutch Schultz war auch als „Bierbaron der Bronx“ bezeichnet worden. Die Zeiten der Alkoholprohibition waren jedoch vorbei und Gangster wie Schultz gerieten ins Visier der Justiz. Schultz plante deshalb, Thomas E. Dewey – Staatsanwalt von Kings County und später Gouverneur von New York – zu ermorden, der gegen ihn ermittelte. Da das neue National Crime Syndicate – insbesondere Lucky Luciano und Meyer Lansky – aber die Folgen einer solchen Tat fürchteten, wurde stattdessen der Mord an Schultz beschlossen.
Am 23. Oktober 1935 fuhren Charles Workman, Emanuel Weiss und Seymour „Piggy“ Schechter zum Palace Chophouse in Newark (New Jersey). Schechter, der Fluchtwagenfahrer, wartete im Fahrzeug. Während Weiss den Eingangsbereich des Restaurants sicherte und Barkeeper und Kellner aufforderte, sich auf den Boden zu legen, betrat Workman das Lokal und eröffnete unverzüglich das Feuer auf drei Männer im hinteren Teil des Palace Chophouse. Dabei fügte er ihnen schwere Schussverletzungen zu, die keine der verwundeten Personen überleben sollte. Weiss unterstützte den mit zwei Pistolen bewaffneten Workman mit einer abgesägten Schrotflinte und feuerte ein weiteres Mal auf die bereits von Workman angeschossenen Männer. Als Workman und Weiss erkannten, dass sich Schultz nicht unter ihnen befand, durchsuchte Workman die Toiletten des Restaurants und traf dort auf Dutch Schultz. Bei der Konfrontation mit Workman erlitt Schultz einen Bauchschuss und sackte zusammen. Statt auf Workman zu warten, verließen Weiss und Schechter aus Furcht vor den eintreffenden Polizeikräften den Tatort und flohen mit dem Fluchtwagen. Der überraschte Workman musste zu Fuß fliehen und war dementsprechend bei späteren Zusammentreffen verstimmt.
Weiss argumentierte, dass Workman begonnen habe, die Opfer auszurauben, dies aber nicht zum eigentlichen Mordauftrag gehört habe. Wegen des Vorfalls erfolgte schließlich ein weiteres Treffen des National Crime Syndicates, bei welchem es Louis Buchalter jedoch gelang, die Anwesenden davon zu überzeugen, seinen Gefolgsmann Weiss zu verschonen.

### Mord an Joseph Rosen
Mitte der 1930er Jahre setzte der Staatsanwalt William O’Dwyer, der es sich zum Ziel gemacht hatte, gegen das organisierte Verbrechen vorzugehen, den Schwerpunkt seiner Ermittlungen auf Louis Buchalter. Dieser reagierte insbesondere damit, dass er potentielle Zeugen aus der Stadt drängte oder ermorden ließ.
So drohte ein früherer Speditionsinhaber namens Joseph Rosen, der wegen eines von Buchalter angeordneten Zuliefererstopps sein Geschäft aufgeben musste, wiederholt damit, die Staatsanwaltschaft über die Machenschaften Buchalters zu informieren, falls dieser nicht die Forderungen von Rosen erfüllen würde. Am 13. September 1936 wurde Rosen auf Befehl Buchalters in seinem Geschäft in Brownsville (New York City) erschossen. Mit der Planung und Ausführung der Tat beauftragte man angeblich Harry Strauss, James Ferraco, Emanuel Weiss, Philip Cohen, Sholem Bernstein und Louis Capone.

### Weitere Beschuldigungen
1939 soll Weiss auch an der von Albert Anastasia angeordneten Ermordung des Gewerkschaftsaktivisten Peter Panto beteiligt gewesen sein, nachdem dieser damit gedroht hatte, die Namen der an der Unterwanderung der Hafengewerkschaft beteiligt gewesenen Mafiosi zu nennen.
Im selben Jahr verhaftete man ihn auf Anordnung des Staatsanwalts Thomas E. Dewey. Weiss stand unter Verdacht, am 28. Januar 1939 an der Ermordung von Louis Cohen und Isadore Friedman teilgenommen zu haben. Weiss’ Anwalt Joseph A. Solovei erwirkte jedoch die Entlassung seines Mandanten aus der Untersuchungshaft auf Grund des Habeas-Corpus-Grundsatzes, der freiheitsentziehende Maßnahmen ohne richterliche Entscheidung für unzulässig erklärt. Wegen mangelnder Beweise blieb ein Gerichtsverfahren aus.
Weiss und sein Komplize Philip Cohen sollen des Weiteren massiv in die Drogengeschäfte der Murder, Inc. involviert gewesen sein. 1937 glaubte das Federal Bureau of Narcotics, Beweise für eine Verletzung des US-Betäubungsmittelgesetzes durch Cohen und Weiss gesichert zu haben. Man hatte einen gewissen Jacob Gottlieb mit einem Koffer voller Heroin in Rouses Point im Bundesstaat New York verhaftet. Gottlieb teilte zunächst bei seiner Festnahme den Behörden mit, dass er für Cohen und Weiss die Drogen von Frankreich über Kanada in die USA geschmuggelt habe und die beiden seine Auftraggeber seien. Noch in der Untersuchungshaft beging Gottlieb aus Furcht vor einer Vergeltungsmaßnahme der Murder, Inc. gegen ihn oder seine Familie Selbstmord, indem er sich in seiner Zelle erhängte. Auf Grund des Todes des einzigen Belastungszeugen konnte keine Anklage gegen Cohen und Weiss erhoben werden.
1939 gelang es aber schließlich, beide wegen Verletzung des US-Betäubungsmittelgesetzes anzuklagen. Ermittler des Federal Bureau of Narcotics entdeckten bei einer Hausdurchsuchung eine zum Strecken von Morphium betriebene chemische Anlage und hatten Beweise für die Beteiligung von Weiss, Cohen und drei weiteren Personen gesichert. Nachdem es gelungen war, die Flüchtigen 1939 festzunehmen, wurde der Prozess für 1940 angesetzt. Allen Angeklagten wurde vorgeworfen, am Opiumhandel beteiligt zu sein und Morphium gestreckt zu haben, um dessen Erträge zu vervielfachen. Der auf Kaution aus der Haft entlassene Weiss erschien darauf nicht zur Gerichtsverhandlung, um sich der strafrechtlichen Verfolgung zu entziehen, und galt ab diesem Zeitpunkt als Flüchtiger vor der Justiz. Im Februar 1941 verurteilte man Philip Cohen und die drei verbliebenen Angeklagten zu drei- bis zehnjährigen Haftstrafen.

### Mordanklage und Fahndung
Als es gegen Ende der 1930er Jahre der Staatsanwaltschaft schließlich gelang, die Bande um Louis Buchalter unter Druck zu setzen, zeigte dies Wirkung auf die Murder, Inc. und Auflösungserscheinungen waren zu beobachten. Nachdem Buchalter zwei Jahre untergetaucht war, stellte er sich 1939 den Behörden und wurde wegen Drogenschmuggels zu 14 Jahren Haft verurteilt. Als außerdem der Auftragsmörder Abe Reles wegen Mordes angeklagt werden konnte, belastete dieser Buchalter und andere Angehörige der Murder, Inc. – darunter auch Weiss – so schwer, dass die Staatsanwaltschaft 1940, vier Jahre nach der Ermordung Joseph Rosens, Anklage gegen die Beschuldigten erheben konnte.
In der folgenden bundesweiten Fahndungsaktion schrieben Steckbriefe der New Yorker Polizei die umgehende Festnahme des wegen Mordes gesuchten Emanuel Weiss vor. Zeitgleich ermittelte das Federal Bureau of Narcotics gegen Weiss wegen weiterer Verstöße gegen das US-Betäubungsmittelgesetz. Dieser hatte New York im Mai 1940, kurz vor der Erhebung der Anklagen und vor Beginn einer bereits angesetzten Gerichtsverhandlung, verlassen. Er hatte sich zu dieser Zeit längst nach Kansas City, Missouri abgesetzt und trat, unter dem Namen James W. Bell, als Vizepräsident einer Bergwerksgesellschaft auf.
Dort erfolgte schließlich im April 1941 auch die Festnahme des Gesuchten durch Ermittler des Federal Bureau of Narcotics. Man verzichtete jedoch auf eine Strafverfolgung wegen Drogenschmuggels und lieferte Weiss den Behörden in New York aus, die ihn, Buchalter und Louis Capone wegen des Mordes an Joseph Rosen vor Gericht stellten.

### Verurteilung und Hinrichtung
In dem Prozess sagten die Auftragsmörder Albert Tannenbaum und Seymour Magoon, der Mobster Max Rubin und der Fluchtwagenfahrer Sholem Bernstein gegen die drei Beschuldigten aus. Der wichtigste Belastungszeuge Abe Reles starb vor seiner Anhörung auf mysteriöse Weise durch einen Sturz aus dem Fenster seines Hotelzimmers, während er unter polizeilichem Schutz stand. Um seine Unschuld zu beweisen, nannte Weiss ein personelles Alibi, das von mehreren Entlastungszeugen, maßgeblich Familienmitgliedern und einer außenstehenden Dritten, bestätigt wurde. Außerdem versuchte sein Verteidiger Alfred J. Talley, die Belastungszeugen auf Grund ihrer Verbindung zum kriminellen Milieu oder ihrer Vorstrafen zu diskreditieren und so ihre Glaubwürdigkeit in Frage zu stellen. Die Bemühungen der Verteidigung waren jedoch vergebens, als die Ehefrau des Opfers den Zeugenstand betrat und erklärte, Weiss am Tag vor dem Mord am Tatort, im Geschäft Joseph Rosens, gesehen zu haben. Sie bestätigte damit die Aussage eines eher unglaubwürdigen Belastungszeugen. Im Dezember 1941 verurteilte die Jury Weiss, Capone und Buchalter zum Tode.
Die Verteidigung der drei Verurteilten versuchte mit allen Mitteln, die Wiederaufnahme des Verfahrens durchzusetzen. So wurde die Hinrichtung, die eigentlich für den 2. Januar 1942 vorgesehen war, über zwei Jahre hinausgezögert. Der Fall beschäftigte schließlich sogar den Obersten Gerichtshof der Vereinigten Staaten, der die Todesurteile jedoch bestätigte. Damit waren alle Rechtsmittel erschöpft.
Das hielt die Verteidigung jedoch nicht davon ab, weiterhin die Wiederaufnahme des Verfahrens zu fordern. Dabei berief sich Weiss auf das Vorliegen neuer, entlastender Beweise. So standen nun eidesstattliche Erklärungen der Geschwister des Auftragsmörders Harry Maione, eines Mithäftlings und eines Gefängniswärters zur Verfügung, dass Maione kurz vor seiner Hinrichtung den Mord an Joseph Rosen gestanden und die Tat zusammen mit Frank Abbandando und Martin Goldstein begangen hatte. Da alle drei bereits wegen anderer Morde verurteilt und hingerichtet worden waren, wurden die Anträge jedoch abgewiesen, worauf die Verteidigung das Gericht der Voreingenommenheit beschuldigte und erneut eine Wiederaufnahme des Verfahrens verlangte. 1944 behauptete Weiss schließlich sogar, Louis Buchalter bis zu dem Mordprozess weder gekannt noch getroffen zu haben. Trotz der neuen Beweislage weigerte sich der Court of Appeals, dem Antrag stattzugeben.
Letztendlich wurde das Urteil am  4. März 1944 im Sing-Sing-Gefängnis vollstreckt, nachdem das letzte Gnadengesuch von Thomas E. Dewey, mittlerweile Gouverneur von New York, abgelehnt worden war. Weiss wurde wenige Minuten nach Louis Capone hingerichtet. Kurz darauf folgte Louis Buchalter.

“Can I say something? … All I want to say is I’m innocent. I’m here on a framed-up case. And Governor Dewey knows it. I want to thank Judge Lehman. He knows me because I am a Jew. Give my love to my family … and everything.”

„Kann ich noch etwas sagen? … Alles, was ich sagen möchte, ist, dass ich unschuldig bin. Ich bin hier auf Grund eines konstruierten Falles. Und Gouverneur Dewey weiß es. Ich will Richter Lehman danken. Er kennt mich, weil ich Jude bin. Richtet meiner Familie meine Liebe und alles aus.“

## Im Film
Im Spielfilm Unterwelt aus dem Jahre 1960 wird er von dem Schauspieler Joseph Bernard dargestellt. 1975 war Weiss als Figur auch in Der Gangsterboss von New York zu sehen.